# Falácia do homem mascarado
Em lógica filosófica, a falácia do homem mascarado (também conhecida como falácia intencional ou falácia espitémica) é a falsa suposição que conhecimento ou uma crença sobre um objeto (uma intensão) possa ser usado para corretamente o diferenciar de outro objeto (ao contrário de factos, que podem ser usados para corretamente diferenciar dois objetos). É cometida quando um faz um uso ilícito da lei de Leibniz num argumento. A lei de Leibniz afirma que se A e B são o mesmo objeto, então A e B são indiscerníveis (isto é, ele têm todas as mesma propriedades). Pelo modus tollens, isto significa que se um objeto tem uma certa propriedade, os dois objetos não podem ser idênticos. A falácia é "epistêmica" porque postula uma identidade imediata entre o conhecimento do sujeito de um objeto com o objeto em si, falhando ao reconhecer que a Lei de Leibniz não é capaz de representar os contextos intensionais.

## Exemplos
O nome da falácia vem do exemplo:
- Premissa 1: Eu sei quem Claus é.
- Premissa 2: Eu não sei quem o homem mascarado é.
- Conclusão: Portanto, Claus não é o homem mascarado.

As premissas podem ser verdadeiras, porém a conclusão é falsa se Claus é o homem mascarado e o orador não sabe isso. Embora o orador tenha consciência de uma grande parte da identidade de Claus, não seguiria logicamente que Claus não seja o homem mascarado, sendo que o orador não pode contabilizar essas partes da identidade de Claus que não lhe são conhecidas. Assim, o argumento é falacioso. A falácia resulta da confusão do orador do seu conhecimento com a factualidade completa.
Em forma simbólica, os argumentos acima são:
- Premissa 1: Eu sei quem X é.
- Premissa 2: Eu não sei quem Y é.
- Conclusão: Portanto, X não é Y.

Notar, no entanto, que este silogismo acontece no raciocínio pelo orador "Eu"; Portanto, na forma lógica modal formal, seria:
- Premissa 1: O orador acredita que sabe quem X é.
- Premissa 2: O orador acredita que ele não sabe quem Y é.
- Conclusão: Portanto, o orador acredita que X não é Y.

A premissa 1 {\displaystyle {\mathcal {B_{s}}}\forall t(t=X\rightarrow K_{s}(t=X))} é muito forte, pois é logicamente equivalente a {\displaystyle {\mathcal {B_{s}}}\forall t(\neg K_{s}(t=X)\rightarrow t\not =X)}. É muito provável que isto seja uma crença falsa: {\displaystyle \forall t(\neg K_{s}(t=X)\rightarrow t\not =X)} é provavelmente uma proposição falsa, pois a ignorância na preposição {\displaystyle t=X} não implica que a sua negação seja verdadeira.
Outro exemplo:
- Premissa 1: Lois Lane pensa que o Super-Homem pode voar.
- Premissa 2: Lois Lane pensa que Clark Kent não pode voar.
- Conclusão: Portanto, o Super-Homem e Clark Kent não são a mesma pessoa.

Expressado em lógica doxástica, o silogismo acima é:
- Premissa 1: {\displaystyle {\mathcal {B}}_{Lois}Voar_{(Super-Homem)}}
- Premissa 2: {\displaystyle {\mathcal {B}}_{Lois}\neg Voar_{(Clark)}}
- Conclusão: {\displaystyle Super-Homem\neq Clark}

A razão acima é inconsistente (não preserva a verdade). A conclusão consistente devia ser {\displaystyle {\mathcal {B}}_{Lois}(Super-Homem\neq Clark)}
O argumento semelhante seguinte é válido:
- X é Z
- Y não é Z
- Portanto, X não é Y

Isto é válido pois ser algo é diferente de saber (ou acreditar, etc.) algo. As inferências válidas e inválidas podem ser comparadas quando olhando para a inferência formal inválida:
- X é Z
- Y é Z, ou Y não é Z
- Portanto, X não é Y.

Intensão é a conotação de uma palavra ou frase – em contraste com a sua extensão, as coisas a que se aplica. Frases intensionais são frequentemente intencionais, isto é, envolve uma relação, única ao mental, que é direcionada de conceitos, sensações, etc., para objetos.